# ميل ستريت
ميل ستريت (بالإنجليزية: Mel Street)‏ هو كاتب أغاني ومغني أمريكي، ولد في 21 أكتوبر 1933، وتوفي في 21 أكتوبر 1978.

## وصلات خارجية
- ميل ستريت على موقع ميوزك برينز (الإنجليزية)
- ميل ستريت على موقع ديسكوغز (الإنجليزية)